# شينغو ياماشيرو
شينغو ياماشيرو (باليابانية: 山城 新伍) ، من مواليد 10 نوفمبر 1938م ، وتوفي بتاريخ 12 نوفمبر 2009م وعمره سبعون عاماً.
وهو ممثل ياباني معروف ، شارك بعدة أفلام ، ومنها فيلم سويت هوم ، والتي أنتجت سنة 1989م.

## المصدر
1. ↑  "Film, TV actor Yamashiro dies at 70". Kyodo News. ذا جابان تايمز. 15 أغسطس 2009. مؤرشف من الأصل في 2012-12-19. اطلع عليه بتاريخ 2009-08-23.

## وصلات خارجية
- شينغو ياماشيرو على موقع IMDb (الإنجليزية)
- شينغو ياماشيرو على موقع روتن توميتوز (الإنجليزية)
- شينغو ياماشيرو على موقع ألو سيني (الفرنسية)
- شينغو ياماشيرو على موقع أول موفي (الإنجليزية)
- شينغو ياماشيرو على موقع قاعدة بيانات الأفلام السويدية (السويدية)
- شينغو ياماشيرو على موقع قاعدة بيانات الفيلم (الإنجليزية)
- شينغو ياماشيرو على موقع كينوبويسك (الروسية)